# Gare de Montmélian
Gare de Montmélian vasútállomás Franciaországban, Montmélian településen.

## Vasútvonalak
Az állomást az alábbi vasútvonalak érintik:
- Culoz–Modane-vasútvonal
- Grenoble–Montmélian-vasútvonal

## Kapcsolódó állomások
A vasútállomáshoz az alábbi állomások vannak a legközelebb:
- Gare de Saint-Pierre-d'Albigny
- Gare de Pontcharra-sur-Bréda - Allevard
- Gare de Chambéry - Challes-les-Eaux